# Тугун
Тугу́н (лат. Coregonus tugun) - прісноводна риба роду сигів. Ендемічний вид Сибіру, що населяє річки які впадають в Північний Льодовитий океан від Обі до Яни. Зустрічається у всіх уральських притоках. Місцеві назви: сосьвінский оселедець, тугунок або манірка. 

## Морфологія
Тіло невисоке і більш округле в поперечному перерізі ніж у інших представників роду. Довжина до 20 см, важить до 80 г. У бічній лінії нараховується близько 54-76 лусок. Тривалість життя оселедця до 7 років. Більшість риб дозрівають вже на другому році життя. Харчується планктонними ракоподібними, личинками комах. Вважається цінною промисловою рибою. За останні 40 років улов впав в 10 разів.

## Спосіб життя і розмноження
Серед сибірських сигових тугун є найтеплолюбнішим видом. Для відгодівлі переміщується в дрібні і добре прогріті ділянки водойми (близько 20 °C). У басейні Обі після танення льодового покриву тугун  спускається в пониззя і скупчується в заплавних озерах. З початком спаду води знову піднімається вгору по річках. Нереститься восени в верхів'ях річок. Зимує в річках. У Норильських озерах тугун представлений озерно-річковою формою. Харчується в основному зоопланктоном, комахами і поїдає ікру риб. У басейні Обі дозріває у віці 1+ і 2+ при досягненні довжини 13 см і маси 20-22 г, в норильських озерах - при довжині 8-11 см і масі 5-11 г у віці 2 +. Плодючість 630-10570 ікринок (Москаленко, 1958; Красикова, 1967; Кириллов, 1972). Нерест щорічний, проте в забруднених озерах (оз. Пясіно) спостерігається резорбція статевих органів і масовий пропуск нерестового сезону (Максимов, Савваітова, 1999). Нереститься риба в гірських річках на кам'янисто-гальковому або піщаному ґрунті з кінця вересня по жовтень. Загальна тривалість інкубації в уральських річках триває близько 183 діб. Довжина личинок з жовтковим мішком - 6,3-8,8 мм . Етап малька настає при досягненні довжини 26-30 мм (Богданов, 1998).